# Suya
I Suya (o Kisêdjê) sono un gruppo etnico del Brasile con una popolazione stimata in 330 individui nel 2010 (Unifesp).

## Lingua
Parlano la lingua Suya che appartiene alla famiglia linguistica Jê.

## Insediamenti
Vivono nel Parco Indigeno dello Xingu, nello stato brasiliano del Mato Grosso, in un villaggio di nome Ngôjwêrê. Fino al 2000 avevano vissuto nel villaggio di Ricoh. Ci sono anche due piccoli villaggi, in ognuno dei quali vive solo una famiglia allargata Kisêdjê: i villaggi di Roptôtxi e di Beira Rio.

## Storia
Non ci sono molti rapporti archeologici o etnografici datati prima del 1884. Gli indizi etnografici indicano che la gente Suyá migrò verso la regione dello Xingu nel 1840 dove incontrarono altri gruppi di indigeni. Questa gente parlava lingue diverse ma condividea molti aspetti di cultura. Da loro appresero diverse cose, come la costruzione di canoe, amache, e la celebrazione di cerimonie. Impararono a cuocere tutto il cibo che doveva essere mangiato. Mettere ornamenti sul corpo diventò un aspetto importante della loro cultura, che segnano età e status sociale.

## Organizzazione sociale
Sono in gran parte cacciatori, pescatori e coltivatori di manioca. Gli uomini di questo gruppo erano soliti portare degli anelli impiantati nelle orecchie, usanza che si è quasi del tutto persa negli anni.
La comunità Suyá ha sempre creduto nel bene comune. La condivisione dei beni, fuoco, cibo, terra, musiche, festività, vestiti e bambini è importante: un bambino viene cresciuto da tutta la comunità e non solo dai loro genitori biologici. I loro nomi hanno una grande importanza perché definiscono chi sia una persona e a quale gruppo appartiene.
I Suyá vivono in un singolo villaggio di circa 200 persone sui banchi del fiume Suiá-Miçu, e parlano una lingua che appartiene al gruppo nord della famiglia linguistica Gê. Vanno a caccia, pescano, raccolgono frutta e commerciano con gli insediamenti della frontiera per ottenere beni comuni di base. Sono anche protetti dalla violenza di frontiera e dal mercato economico nazionale tramite un sistema di riserva, che fornisce loro assistenza sanitaria e beni materiali, e li coinvolge in un nuovo sistema sociale multietnico. Il loro mito sostiene che, anche se i Suyá sono sempre esistiti, all'inizio la gente non aveva il fuoco, i giardini per coltivare frutta, gli ornamenti, e poche musiche. In seguito ottennero il fuoco dal giaguaro, la frutta dal topo, gli ornamenti da indigeni nemici, i nomi da gente cannibale che viveva sotto terra, e molte musiche da tutti questi elementi.